# Ratanpur Dhamanka
Ratanpur Dhamanka fou un estat tributari protegit a l'agència de Kathiawar, prant de Gohelwar, presidència de Bombai, format per tres pobles amb tres propietaris-tributaris separats. La superfície era de 8 km² i la població el 1881 de 921 habitants. Els ingressos s'estimaven en 575 lliures i el tribut pagat era de 756 rupies al Gaikwar de Baroda i de 15 lliures al nawab de Junagarh.